# The Blade
Jesse Guilmette (nacido el 3 de junio de 1980) es un luchador profesional estadounidense. que actualmente trabaja para All Elite Wrestling bajo el nombre de The Blade. Es conocido por su trabajo en Impact Wrestling bajo el nombre de Braxton Sutter. También es conocido por su trabajo en el circuito independiente con el nombre de Pepper Parks, sobre todo en Combat Zone Wrestling (CZW), donde fue campeón Mundial en Parejas de CZW con Blk Jeez.

## Carrera

### Carrera temprana
Guilmette fue entrenado por Les Thatcher. Ha trabajado en varios combates bajo su nombre legal con WWE, enfrentándose a luchadores como The Boogeyman, Vladimir Kozlov y Shad Gaspard en combates squash.

### Circuito independiente (2000–2019)
En 2000, comenzó a aparecer Guilmette para el medio oeste de promoción independiente Heartland Wrestling Association bajo el nombre de pimienta parques donde sería emparejado con Chet Jablonski como el equipo de la etiqueta, La Una escuadra. Debutando el 27 de julio de 2000, el equipo se enfrentó a Astin Ambrose y JJ Duquesne en un esfuerzo por perder. Los parques lucharían por HWA durante seis años. Durante este tiempo, ganó el Campeonato de peso crucero HWA el 26 de junio de 2001, derrotando a Matt Stryker. El 1 de enero de 2006, Parks ganó su primer campeonato de peso pesado, derrotando a Jon Moxley en las finales del torneo para el vacante Campeonato de Peso Pesado de HWA. Parks perdería el título ante Moxley el 9 de mayo de 2006 y lo recuperaría una vez más el 11 de noviembre de 2006, derrotando a Chad Collyer en un combate de título contra carrera. Su segundo reinado duró 28 días antes de dejar vacante el título el 5 de diciembre de 2006 y dejar HWA.
A lo largo de 2007, Parks lucharía principalmente por las promociones basadas en NWA Nueva York: NWA Empire, NWA Upstate y NWA New York. El 19 de mayo de 2007, en el NWA Empire First Anniversary Show, derrotó a Brodie Lee para convertirse en el campeón de peso pesado de NWA Empire. El 20 de octubre de 2007, Parks también ganaría el Campeonato Nacional de Peso Pesado de la NWA que quedó vacante.
El 16 de enero de 2010, Parks comenzó a aparecer para Empire State Wrestling, perdiendo ante Freddie Midnight en su primer partido. El 11 de septiembre de 2010, ganaría el Campeonato ESW Tag Team con Kevin Grace. Parks and Grace dejaría caer los títulos el 4 de junio de 2011 a The Rochester Wrecking Crew. El 11 de octubre de 2014, desafió sin éxito a John McChesney por el PWR Heavyweight Championship en un combate de ataúd en PWR Halloween Mayhem.
El 18 de julio de 2015, Parks y Cherry Bomb hicieron su debut para la House of Hardcore de Tommy Dreamer en el noveno evento HOH en Toronto, Ontario, Canadá. Aparecerían en los siguientes cuatro eventos de HOH, comenzando una pelea con Dreamer y Mickie James en el proceso.

### Ring of Honor (2007, 2012–2015)
Guilmette luchó por primera vez por Ring of Honor el 13 de abril de 2007, derrotando a Mitch Franklin en un partido oscuro. Años más tarde, haría su debut oficial para ROH el 30 de junio de 2012, perdiendo ante Adam Cole. El 16 de febrero de 2013, Parks hizo su regreso, perdiendo contra el excampeón del equipo ROH The World Tag Team Charlie Haas. El 6 de abril de 2013, el episodio de Ring of Honor Wrestling, Parks fue derrotado por Roderick Strong. Continuó luchando en los combates para el Ring of Honor durante 2014 y 2015. Parks hizo su última aparición en Ring of Honor el 26 de septiembre de 2015, perdiendo ante Caprice Coleman. en el ROH Reloaded Tour.

### Combat Zone Wrestling (2012-2016)
Guilmette haría su primera aparición en Combat Zone Wrestling el 8 de septiembre de 2012 en el evento anual Promociones Down with the Sickness, derrotando a Kekoa. Continuaría haciendo apariciones regulares para la promoción durante los próximos cuatro años. En 2015, Parks y su esposa Cherry Bomb se alinearon con BLK Jeez y formaron el establo malvado conocido como TV Ready. El 12 de diciembre de 2015, en el decimoséptimo evento anual Cage of Death de CZW, TV Ready ganaría el Campeonato Mundial en Parejas de CZW, derrotando a Dan Barry y Sozio. El 14 de mayo de 2016, TV Ready perdió el Campeonato Mundial en Parejas de CZW ante el Escuadrón Da Hit en Prelude to Violence 2016, el partido también fue la última aparición de Parks para CZW después de firmar con Total Nonstop Action Wrestling.
El 10 de septiembre de 2016, Guilmette regresó a CZW con el nombre de su anillo de Braxton Sutter para su evento anual Down with the Sickness, se asoció con BLK Jeez como TV Ready para desafiar al Campeonato Mundial en Parejas de CZW contra Da Hit Squad, en un esfuerzo perdido. 

### Total Nonstop Action Wrestling / Impact Wrestling (2015–2018)
Guilmette apareció inicialmente en Impact Wrestling a través del PPV de One Night Only de la compañía bajo su nombre de Pepper Parks. Apareció por primera vez en el evento X-Travaganza 2015 de One Night Only, perdiendo contra Kenny King y Jay Rios, y luego aparecería en el PPV Gut Check 2015, perdiendo contra Drew Galloway.
Al año siguiente, el 8 de enero de 2016; Parks apareció de nuevo para la compañía en el primer PPV de One Night Only del año, perdiendo ante Trevor Lee. Apareció de nuevo en la compañía para la edición del 19 de enero de Impact Wrestling, donde sufrió una derrota ante Mike Bennett. El 23 de marzo, Impact Wrestling anunció que Guilmette había firmado un contrato.
En la edición del 7 de junio de Impact Wrestling, hizo su debut en Impact con el nombre de Braxton Sutter, derrotando al luchador local independiente Bill Callous en un partido de individuales. El 12 de junio de 2016, en Slammiversary, Sutter luchó contra James Storm en un esfuerzo por perder. El 21 de junio, el episodio de Impact Wrestling, Sutter fue desafiado por Rockstar Spud, quien había interrumpido el combate programado de Sutter contra el luchador indio Balam, Sutter continuó derrotando a Spud y luego de su victoria, fue brutalmente atacado por Spud. En el episodio del 28 de junio de Impact Wrestling, ganó una batalla real para convertirse en el contendiente número uno del Campeonato de la División X de Impact de Lucha Libre X, pero fue derrotado por el entonces campeón Mike Bennett, quien invocó su partida contra Sutter inmediatamente después de la batalla real. En el episodio del 5 de julio de Impact Wrestling, participó en un combate Ultimate X para el Campeonato de la División X de Impact, en un esfuerzo por perder. Durante el partido, rompió un diente de Rockstar Spud, intensificando su enemistad actual durante varios meses. En el Destination X de 2016, compitió en un partido de escalera de seis hombres para ser el contendiente número uno en el Campeonato de la División X, perdiendo ante DJZ. En la edición del 1 de septiembre de Impact Wrestling Rockstar Spud atacó brutalmente a Sutter con una silla durante un partido de Ultimate X y lo atacó una vez más en la edición del 8 de septiembre de Impact Wrestling después de su partido contra Drew Galloway, rompiendo uno de sus dientes. El 15 de septiembre, Sutter derrotó a Rockstar Spud en un combate "Arena vacía, sin torniquetes", terminando su pelea. En Bound for Glory participó en Bound for Gold, pero fue eliminado primero por el eventual ganador Eli Drake.
En el episodio del 6 de octubre de Impact Wrestling, Braxton Sutter participó en el primer partido del Team X Gold, formando equipo con DJZ y Mandrews, y derrotó a The Helms Dynasty y Marshe Rockett. En el episodio del 3 de noviembre de Impact Wrestling, el equipo, ahora apodado "Go for Broke", derrotó una vez más a The Helms Dynasty y Marshe Rockett, así como a Rockstar Spud y Decay en un partido de tres jugadores. En el episodio del 1 de diciembre de Impact Wrestling, Sutter se enfrentó a Mandrews y DJZ por su Impact Wrestling X Division Championship, pero perdió el partido.
En el episodio del 12 de enero de 2017 de Impact Wrestling, Sutter se insertó en la pelea entre Maria Kanellis-Bennett y Allie, perdiendo ante el marido de María, Mike Bennett. La semana siguiente, María lo chantajearía para que lo rompiera con Allie, después de que él dijera que no podía controlarlo como todos los demás. Luego se vio obligado a llevar a Laurel Van Ness a su casa y luego proponerle matrimonio, o de lo contrario Allie sería despedida. En el episodio del 23 de febrero de Impact estar, Sutter rechazó el matrimonio de Van Ness durante la ceremonia cuando anunció que estaba enamorado de Allie. En el episodio del 9 de marzo de Impact Wrestling, Sutter derrotó a DJZ, Marshe Rockett y Caleb Konley. En un partido a cuatro bandas con la ayuda de Allie. Después del partido, se enfrentaron a una enojada Laurel Van Ness que los observó desde la rampa. La semana siguiente, Sutter no pudo ganar el Campeonato de la División X en un partido de cuatro vías contra Trevor Lee, DJZ y Suicide después de una distracción de Laurel Van Ness. En el episodio del 30 de marzo de Impact Wrestling, Sutter fue derrotado por el primo de Sienna, KM. En el episodio del 13 de abril de Impact Wrestling, Sutter y Allie derrotaron a Sienna y KM. Después del partido, fueron atacados por la sorpresa de Sienna, Kongo Kong y Laurel Van Ness. Continuó peleando con Kongo Kong, Sienna y KM. La contienda culminó en el Slammiversary. antes del espectáculo, donde Sutter, Mahabali Shera y Allie derrotaron a Kongo Kong, KM y Laurel Van Ness en un partido de seis personas. Mientras estuvo fuera de la televisión durante varios meses, él y Allie terminaron su relación en cámara sin ninguna explicación.
Braxton Sutter regresó el 1 de marzo de 2018 episodio de Impact y se volvió de heel, después de perder su partido, donde reveló que dejó a Allie como un mal hábito, porque ella no es buena y estaba frenando su carrera. Luego continuó diciendo que nadie es mejor que él, antes de ser atacado por Brian Cage, para saludar a la multitud. Más tarde esa noche, Sutter volvió a salir durante el segmento de Laurel Van Ness, diciendo que quería volver con ella, pero ella se negó. Luego, a lo largo del mes de marzo, Braxton saldría después de los partidos de Allie, ofreciéndose a recuperarla, mientras Allie seguía ignorándolo, hasta el episodio del 22 de marzo de Impact, donde se reveló que era una configuración, cuando Allie fue atacada por detrás. por Su Yung. En Redemption, Sutter acompañó a Yung en su combate contra Allie, pero fue derrotada.
El 26 de abril de 2018, anunció que había abandonado Impact Wrestling.

### All Elite Wrestling (2019–presente)
Guillmette hizo su debut como Blade en la edición del 27 de noviembre de AEW Dynamite como heel al atacar a Cody, junto con Butcher y su esposa de la vida real, Allie (Bunny). En el episodio del 11 de diciembre de 2019 de AEW Dynamite, The Butcher & The Blade derrotaron a QT Marshall y Cody Rhodes.

## Vida personal
El 21 de septiembre de 2013, Sutter se casó con su compañera luchadora profesional Laura Dennis, más conocida como "Cherry Bomb" en el circuito independiente, "Allie" en Impact Wrestling y "The Bunny" en All Elite Wrestling.

## Campeonatos y logros
- Combat Zone Wrestling
  - CZW World Tag Team Championship (1 vez) – con BLK Jeez

- Empire State Wrestling
  - ESW Heavyweight Championship (1 vez)
  - ESW Tag Team Championship (1 vez) – con Kevin Grace

- Heartland Wrestling Association
  - HWA Heavyweight Championship (2 veces)
  - HWA Cruiserweight Championship (1 vez)

- National Wrestling Alliance
  - NWA National Heavyweight Championship (1 vez)
  - NWA Empire Heavyweight Championship (1 vez)

- Pro Wrestling Illustrated
  - PWI lo clasificó como el número 139 de los 500 mejores luchadores de singles en el PWI 500 en 2017

- Pro Wrestling Rampage
  - PWR Tag Team Championship (1 vez, actual) - con Andy Williams

- Smash Wrestling
  - F8tful Eight (2016) – con  Mike Rollins
  - Smash Wrestling Tag Team Championship (1 vez, actual) - con Mike Rollins

- Squared Circle Wrestling
  - SCW Premier Championship (1 vez)
  - SCW Premier Championship Tournament (2011)

- Upstate Pro Wrestling
  - NWA New York Heavyweight Championship (1 vez)